# Saimiri
Saimiri — рід мавп Нового Світу. Saimiri — єдиний рід підродини Saimirinae. Назва роду походить від тупі (sai-mirím або çai-mbirín, де sai означає «мавпа», а mirím — «маленький»), і ранні дослідники також використовували її як англійську назву.
Saimiri живуть у тропічних лісах Центральної та Південної Америки в пологовому ярусі. Більшість видів мають парапатричні або аллопатричні ареали в Амазонці, тоді як S. oerstedii зустрічається окремо в Коста-Риці та Панамі.
Є дві основні групи Saimiri; їх розрізняють за формою білого забарвлення над очима. Saimiri мають коротке і щільне хутро чорного кольору на плечах, жовте або оранжеве хутро на спині та кінцівках і біле на морді. У Saimiri можуть потіти лише через долоні та ноги. Через це їхні руки та ноги можуть бути вологими на дотик. Saimiri зазвичай відловлюють для торгівлі домашніми тваринами та для медичних досліджень.
Saimiri виростають від 25 до 35 сантиметрів у довжину, плюс хвіст від 35 до 42 сантиметрів. Самці Saimiri важать від 750 до 1100 грамів. Самки важать від 500 до 750 грам. Як самці, так і самки мають довгі волохаті хвости, плоскі кігті та загострені кігті.
Як і більшість їхніх родичів мавп Нового Світу, Saimiri є денними та деревними. На відміну від інших мавп Нового Світу, їхній хвіст використовується не для лазіння, а як своєрідна «жердина для балансування», а також як інструмент. Їхні пересування по гілках можуть бути дуже швидкими. Saimiri живуть разом групами з кількох самців/кілька самок, що налічують до 500 членів. Ці великі групи, однак, іноді можуть розбиватися на менші трупи. Групи мають ряд голосових покликів, включаючи попереджувальні звуки, щоб захистити групу від великих соколів, які є природною загрозою. Saimiri всеїдні, харчуються переважно фруктами та комахами. Іноді вони також їдять насіння, листя, квіти, бутони, горіхи та яйця.